# Swan (motorfiets)
Swan is een Brits historisch merk van motorfietsen.
De bedrijfsnaam was Swan Motor Mfg. Co., later Cygnus Motors, Frodsham near Warrington (1912-1913).
Engelse fabriek die scooter-achtige motorfietsen met aluminium frame, voor- en achtervering en een soort stroomlijn maakte. De motorblokken waren eencilinders en V-twins van JAP en Precision.